# Carbaminohémoglobine
La carbaminohémoglobine est l'hémoglobine sur laquelle du dioxyde de carbone CO2 s'est lié aux groupes amine α des sous-unités globine. Cette réaction est réversible, et le CO2 peut être libéré pour redonner l'hémoglobine.
Le dioxyde de carbone se lie préférentiellement à la désoxyhémoglobine, c'est-à-dire à la forme T (tendue) de celle-ci, ce qui favorise son élimination de l'organisme : ce phénomène est appelé effet Haldane. Cet effet complète l'effet Bohr, qui se manifeste par la baisse de l'affinité de l'hémoglobine pour l'oxygène en présence d'acidité et de dioxyde de carbone : comme le CO2 dissous est susceptible d'être hydraté en acide carbonique H2CO3 par l'anhydrase carbonique, il s'ensuit que la présence de CO2 s'accompagne d'un accroissement de l'acidité.
Ces effets se combinent pour favoriser à la fois le transport de l'oxygène des poumons vers les tissus consommateurs et le transport du dioxyde de carbone depuis les tissus où il est produit vers les poumons, d'où il est expiré.